# Дейвісова протока
Дейвісова протока лежить між островами Баффінова Земля та Гренландія; ширина 330 км; глибина 466 м; сполучає море Баффіна з Лабрадорським морем; айсберги; порт Якобсгавн (Ілуліссат, Ґренландія).
Протоку названо на честь англійського дослідника Джона Девіса, який досліджував район, прагнучи знайти Північно-Західний прохід.

## Межі
Міжнародна гідрографічна організація визначає межі Дейвісової протоки так:
- На Півночі. Південна межа моря Баффіна [ 70°N між Ґренландією і Баффіновою Землею].
- На Сході. Південно-західне узбережжя Ґренландії.
- На Півдні. 60 °N між Ґренландією і Лабрадором.
- На Заході. 64°-65°W

## Геологія
На території протоки виявлено поклади нафти і природного газу..

## Клімат
Акваторія протоки лежить у субарктичному кліматичному поясі, на південному сході — в помірному морському, а на півночі частково в арктичному. Влітку переважають помірні повітряні маси, взимку — полярні. Чітко відстежується сезонна зміна переважаючих вітрів. Досить великі річні амплітуди температури повітря. Зустрічається багато морської криги. Прохолодне сире літо з частими туманами; досить вітряна волога зима.